# Heat Lightning
Heat Lightning is een Amerikaanse dramafilm uit 1934 onder regie van Mervyn LeRoy.

## Verhaal
Olga is een automonteur die een café en een benzinepomp openhoudt in de woestijn van Californië. Op een dag wordt haar café bezocht door een crimineel. Olga moet actie ondernemen, als hij zijn oog laat vallen op haar aantrekkelijke zus Myra.

## Rolverdeling
| Acteur            | Personage             |
| ----------------- | --------------------- |
| Aline MacMahon    | Olga                  |
| Ann Dvorak        | Myra                  |
| Preston Foster    | George                |
| Lyle Talbot       | Jeff                  |
| Glenda Farrell    | Mevrouw Tifton        |
| Frank McHugh      | Frank                 |
| Ruth Donnelly     | Mevrouw Ashton-Ashley |
| Theodore Newton   | Steve Laird           |
| Willard Robertson | Everett Marshall      |
| Harry C. Bradley  | Popsy                 |
| James Durkin      | Sheriff               |
| Jane Darwell      | Gladys                |
| Edgar Kennedy     | Herbert               |
| Muriel Evans      | Blondje               |